# Albligen
Albligen (tên tiếng Pháp cũ: Albenon) là một đô thị ở huyện Schwarzenburg ở bang Berne ở Thụy Sĩ. Đô thị này có diện tích 4,3 km², dân số năm 2005 là 484 người.
Rìa đông của Albligen là sông Sense.
Các đô thị giáp ranh gồm Ueberstorf, Wahlern, và Heitenried.